# Gaboš
Gaboš is een plaats in de gemeente Markušica in de Kroatische provincie Vukovar-Srijem. De plaats telt 613 inwoners (2001).